# Saguinus mystax
El tití bebeleche, tití de mustacho o tamarino bigotudo (Saguinus mystax)es una especie de primate platirrino de la familia Callitrichidae que habita en la Amazonia al occidente de Brasil, oriente del Perú y norte de Bolivia, hasta los 600 m s. n. m.
Mide entre 23,5 y 28 cm de longitud, más la cola de 36 a 46 cm pesa entre 350 y 450 g. Su pelaje es negro, excepto en la boca, rodeada de blanco, que le da su nombre popular.
Vive en grupos de hasta 16 individuos con áreas de acción de hasta 50 hectáreas, que marca con señales olfativas. Es diurno y permanece en los árboles entre los 9 y 17 m de altura. Su dieta consta de frutas, resinas exudadas e insectos. Se defienden conjuntamente de los predadores y son capaces de hacer alejar a una boa. Frecuentemente están asociados con algún grupo de la especie Saguinus fuscicollis (tití de cabeza amarilla). Sólo una hembra del grupo se reproduce. El período de gestación es de 140 a 150 días. 
Se conocen dos subespecies:
- Saguinus mysyax mystax
- Saguinus mystax pluto